# Aristolochia jackii
Aristolochia jackii är en piprankeväxtart som beskrevs av Ernst Gottlieb von Steudel. Aristolochia jackii ingår i släktet piprankor, och familjen piprankeväxter. Inga underarter finns listade i Catalogue of Life.